# Bruno
Bruno er et drengenavn.

## Kendte personer med navnet
- Bruno Walter, tysk dirigent.
- Giordano Bruno, italiensk filosof og digter.

## Navnet brugt i fiktion
- Bruno (DR) - Lågeåbner i julekalender.
- Brüno (film)